# 宗主教宫 (威尼斯)

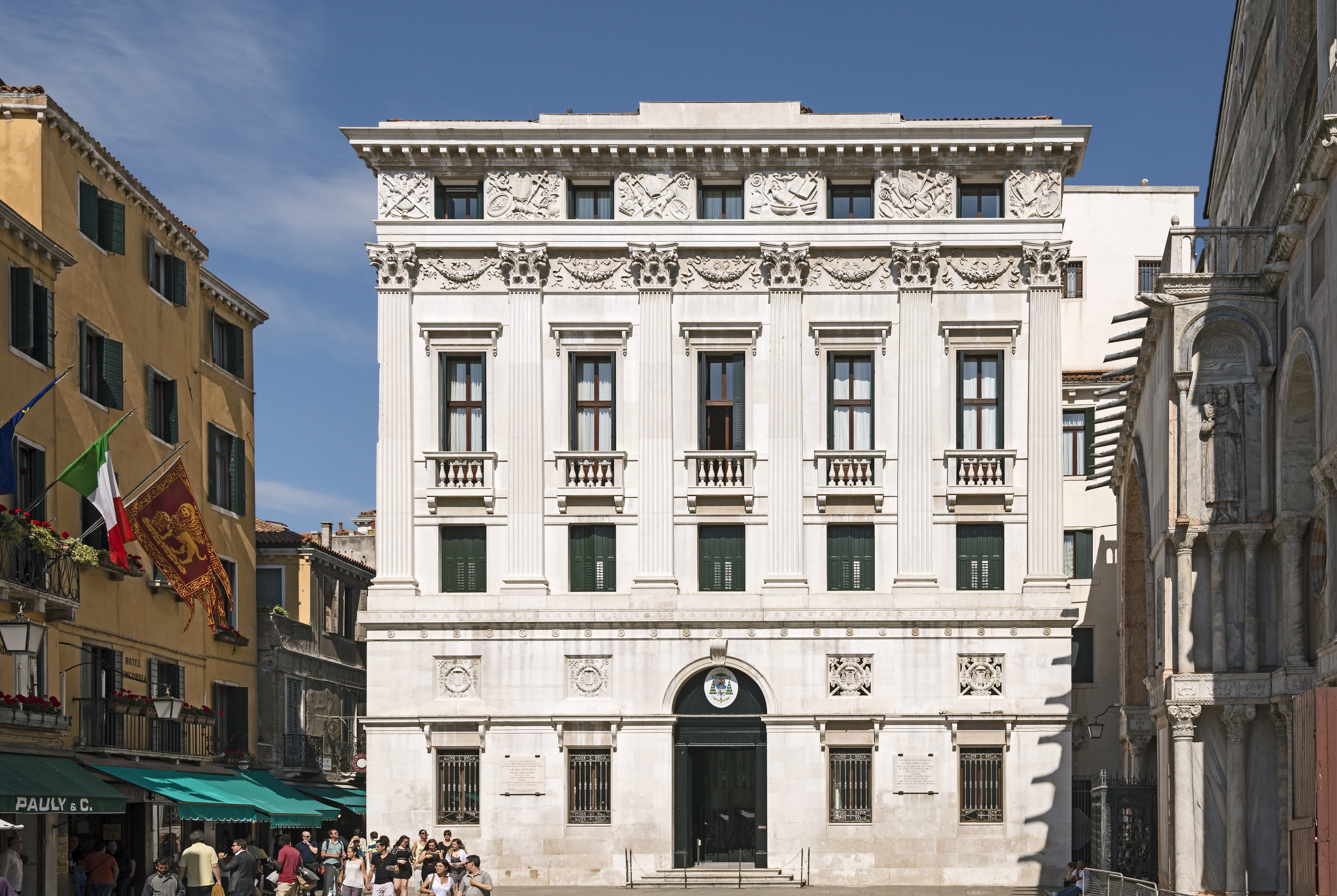
立面

威尼斯宗主教宫（Palazzo Patriarcale）是天主教威尼斯总教区宗主教的府邸，毗邻聖馬爾谷聖殿宗主教座堂，俯瞰狮子小广场（与圣马可广场相连）。
此建筑兴建于17世纪初，原为总督宫建筑群的一部分。通过聖馬爾谷聖殿宗主教座堂后殿后面的通道，与总督宫相通。
威尼斯共和国结束后，该建筑归属教区所有。宗主教宫遂由城堡区（Castello）的圣伯多禄圣殿（Basilica di San Pietro di Castello）旁迁此。